# Blood Money (альбом Mobb Deep)
Blood Money (с англ. — «Кровавые деньги») — седьмой студийный альбом американского хип-хоп-дуэта Mobb Deep, выпущенный 2 мая 2006 года на лейбле G-Unit Records.
Это единственный альбом группы, выпущенный на лейбле G-Unit Records. Данный альбом также стал первым студийным альбомом Mobb Deep, на котором нет совместных треков с Big Noyd. В записи альбома приняли участие рэперы из группы G-Unit, Nyce и R&B-исполнители Mary J. Blige и Nate Dogg. Альбом был спродюсирован Havoc'ом при содействии The Alchemist, Dr. Dre и Sha Money XL среди прочих.
Альбом дебютировал на 3 месте в чарте Billboard 200 и 1 месте в чарте Top R&B/Hip-Hop Albums в американском журнале Billboard. Альбом также достиг 70 места в чарте UK Albums Chart в Великобритании.
Альбом содержит три сингла, которые попали в чарты журнала Billboard: «Outta Control (Remix)» (feat. 50 Cent), «Have A Party» (feat. 50 Cent & Nate Dogg) и «Put Em In Their Place». Бонус-трек «Have a Party» изначально появился на саундтреке к фильму Разбогатей или сдохни (2005). Ещё один бонус-трек на альбоме, «Outta Control», также изначально появился в качестве бонус-трека на переиздании альбома 50 Cent The Massacre (Special Edition). «Outta Control Remix» также был выпущен как сингл с The Massacre и достиг 6 места в чарте Billboard Hot 100.
По данным Soundscan, за первую неделю было продано 106 тысяч копий альбома.

## Приём критиков
| Совокупная оценка    | Совокупная оценка |
| Источник             | Оценка            |
| -------------------- | ----------------- |
| Metacritic           | 55/100            |
| Оценки критиков      |                   |
| Источник             | Оценка            |
| Allmusic             | [ 1 ]             |
| Blender              | [ 8 ]             |
| Entertainment Weekly | A−                |
| Pitchfork Media      | 4.6/10            |
| PopMatters           | 5/10              |
| Spin                 | [ 12 ]            |
| Stylus Magazine      | D                 |
| USA Today            | [ 14 ]            |
| Vibe                 | [ 15 ]            |
| XXL                  | [ 16 ]            |

Blood Money получил в целом смешанные отзывы от музыкальных критиков. На сайте Metacritic, который присваивает нормализованные оценки из 100 обзоров от основных критиков, альбом получил средний балл 55, основанный на 17 отзывах, что указывает на «смешанные или средние рецензии».

## Список композиций
| №                   | Название                                                    | Автор(ы)                                                                                         | Продюсер(ы)                     | Длительность |
| ------------------- | ----------------------------------------------------------- | ------------------------------------------------------------------------------------------------ | ------------------------------- | ------------ |
| 1.                  | «Smoke It»                                                  | Albert Johnson, Kejuan Muchita, Michael Clervoix, Derick Prosper, Albert Johnson, Kejuan Muchita | Havoc                           | 2:57         |
| 2.                  | «Put Em in Their Place»                                     | Johnson, Muchita, Clervoix, Ky Miller                                                            | Havoc, Ky Miller & Sha Money XL | 4:00         |
| 3.                  | «Stole Something» (featuring Lloyd Banks)                   | Johnson, Muchita, Christopher Lloyd, Micky Jones                                                 | Havoc                           | 3:57         |
| 4.                  | «Creep» (featuring 50 Cent)                                 | Johnson, Muchita, Curtis Jackson, R. Pant, Bappi Lahiri                                          | Havoc                           | 4:01         |
| 5.                  | «Speaking So Freely»                                        | Johnson, Muchita, H. Ehrlinger, G. Greffenius, Gerhard Narholz                                   | Havoc                           | 3:11         |
| 6.                  | «Backstage Pass» (featuring 50 Cent)                        | Johnson, Muchita, K. Harrold                                                                     | K-Lassik Beats                  | 3:05         |
| 7.                  | «Give It to Me» (featuring Young Buck)                      | Johnson, Muchita, David Brown, M. Castro, N. Lewis, J. Antoine, Jackson, J. Lalit A. Sameer,     | Profile                         | 3:08         |
| 8.                  | «Click Click» (featuring Tony Yayo)                         | Johnson, Muchita, Marvin Bernard, Stu Phillips, G. Larson                                        | Havoc                           | 4:25         |
| 9.                  | «Pearly Gates» (featuring 50 Cent)                          | Johnson, Muchita, Jackson, A. Manfriedi, R. Bowles                                               | Exile                           | 4:16         |
| 10.                 | «Capital P, Capital H» (featuring Nyce)                     | Johnson, Muchita, C. Richmond, J. Whitton                                                        | Product & Whitton               | 4:15         |
| 11.                 | «Daydreamin'»                                               | Johnson, Muchita, Clervoix, C. Burnett                                                           | Chad Beatz                      | 3:15         |
| 12.                 | «The Infamous» (featuring 50 Cent)                          | Johnson, Muchita, Alan Maman, F. Brathwaite                                                      | The Alchemist                   | 3:53         |
| 13.                 | «In Love with the Moulah»                                   | Johnson, Muchita, J.R. Rotem                                                                     | J.R. Rotem                      | 3:13         |
| 14.                 | «It's Alright» (featuring 50 Cent & Mary J. Blige)          | Johnson, Muchita, Jackson, Mary J. Blige, W. Harris, W. Henderson, G. Matta                      | Havoc                           | 4:25         |
| 15.                 | «Have a Party» (bonus track; featuring 50 Cent & Nate Dogg) | Johnson, Muchita, Jackson, Nathaniel Hale, Farid Nassar                                          | Fredwreck                       | 3:56         |
| 16.                 | «Outta Control (Remix)» (bonus track; featuring 50 Cent)    | Jackson, Johnson, Muchita, Andre Young, Michael Elizondo, Mark Batson, C. Pope                   | Dr. Dre & Mike Elizondo         | 4:07         |
| Общая длительность: | Общая длительность:                                         | Общая длительность:                                                                              | Общая длительность:             | 59:56        |

| №                   | Название            | Автор(ы)            | Producer(s)         | Длительность |
| ------------------- | ------------------- | ------------------- | ------------------- | ------------ |
| 1.                  | «So Ill»            | —                   | Ky Miller           | 3:02         |
| Общая длительность: | Общая длительность: | Общая длительность: | Общая длительность: | 3:02         |

| №                   | Название               | Автор(ы)            | Producer(s)         | Длительность |
| ------------------- | ---------------------- | ------------------- | ------------------- | ------------ |
| 1.                  | «You Ain’t No Gangsta» | —                   | Ky Miller           | 2:51         |
| Общая длительность: | Общая длительность:    | Общая длительность: | Общая длительность: | 2:51         |

## Семплы
«Stole Something»
- «Puella Puella» by Man

«Creep»
- «Dil Tha Akela Akela» by Lata Mangeshkar

«Speakin' So Freely»
- «Solitude of the Mountains» by Gil Flat

«Give It to Me»
- «Tujhe Yaad Na Meri AA Yee» by Jatin-Lalit

«Click Click»
- Knight Rider

«Pearly Gates»
- «The Judgement Day» by Tavares

«The Infamous»
- «Gangbusters» — written by F. Brathwaite — Scratch Mix by Grand Wizzard Theodore

«It’s Alright»
- «The Loneliest Man In Town» by Side Effect

«Have A Party»
- «I Love Rock 'n' Roll» by Joan Jett and the Blackhearts

## Чарты

### Еженедельные чарты
| Чарт (2006)                            | Высшая позиция |
| -------------------------------------- | -------------- |
| Бельгия/Фландрия (Ultratop)            | 90             |
| Канада (Canadian Albums Chart)         | 6              |
| Франция (SNEP)                         | 37             |
| Германия (Offizielle Top 100)          | 38             |
| Швейцария (Schweizer Hitparade)        | 42             |
| Великобритания (UK Albums Chart)       | 70             |
| США (Billboard 200)                    | 3              |
| США (Billboard Top R&B/Hip-Hop Albums) | 1              |

### Итоговые годовые чарты (альбом)
| Чарт (2006)                        | Позиция |
| ---------------------------------- | ------- |
| Top R&B/Hip-Hop Albums (Billboard) | 71      |

### Синглы
| 2006 | «Outta Control (Remix)» (feat. 50 Cent)    | 6 | 11 | 5  |
| 2006 | «Have A Party» (feat. 50 Cent & Nate Dogg) | — | 49 | 23 |
| 2006 | «Put Em In Their Place»                    | — | 59 | —  |